# دهستان ابرو
ابرو دهستانی است از توابع بخش مرکزی شهرستان همدان در استان همدان ایران.

## جمعیت
براساس سرشماری سال ۱۳۸۵ جمعیت آن ۶٬۳۲۹ نفر (۱٬۴۸۶ خانوار) بوده‌است.

## فاصله
فاصلۀ مرکز این دهستان (یعنی روستای ابرو) تا مرکز بخش (یعنی شهرستان همدان) حدوداً 9 کیلومتر می‌باشد.